# Naïl Ver-Ndoye
 (janvier 2025).
Vous êtes invité à donner votre avis sur cette page de discussion, de manière argumentée en vous aidant notamment des critères d’admissibilité ou en présentant des sources extérieures et sérieuses.  
Après avoir apposé le modèle {{Admissibilité}} sur une page, suivez les étapes expliquées sur Wikipédia:Débat d'admissibilité/Aide :
| 1. | Créez la page de débat d'admissibilité.                                                                      | Sauvegardez d’abord la page pour l’initialiser puis indiquez votre motivation.        |
| 2. | Important : ajoutez une entrée dans la section Débat d'admissibilité du jour.                                | Utilisez ce texte : *{{L\|Naïl Ver-Ndoye}}                                            |
| 3. | Pensez à informer les contributeurs principaux de la page et les projets associés lorsque cela est possible. | Utilisez ce texte : {{subst:Avertissement débat d'admissibilité\|Naïl Ver-Ndoye}}~~~~ |

Naïl Ver-Ndoye est un historien, auteur et enseignant français dans le secondaire.

## Biographie

### Enfance, éducation et débuts
Naïl Ver-Ndoye a un père sénégalais.
Il est titulaire d’une Maîtrise d’histoire contemporaine et d'une Maîtrise de droit public.

### Carrière
Historien et enseignant dans le secondaire (certifié d’histoire-géographie), il a d’abord été professeur des Écoles (CRPE) puis professeur de lettres et d’histoire (CAPLP) à l'Académie de Versailles près de Paris. Aujourd’hui, il est attaché de coopération éducative et linguistique à l’ambassade de France au Sénégal. Naïl Ver-Ndoye est le co-auteur, avec Grégoire Fauconnier, de Noir, entre peinture et histoire. C'est une anthologie originale qui revisite l’histoire de l’art à travers la représentation des Noirs dans la peinture européenne, du XIVe au milieu du XXe siècle, à travers près de 300 œuvres. 
Le livre se vend à plus de 4.000 d’exemplaires.
En 2019, il participe à l’exposition "Le Modèle noir, de Géricault à Matisse" au musée d’Orsay, conçue à l'origine par Denise Murrell aux États-Unis, et donne une conférence avec Grégoire Fauconnier. Il se rend compte de l’absence de Noirs de France lors du vernissage de cette exposition, alors même qu’une trentaine d’Afro-Américains sont présents. La raison est que le commissariat français de l’exposition n’a jamais impliqué la communauté noire dans cette exposition et aucun média communautaire n'avait été invité à participer à l'ouverture. Il parle de cette expérience en 2020, alors qu'il participe au podcast Vénus s'épilait-elle la chatte ?, dans lequel il discute de la représentation des Noirs dans la peinture. L'épisode s'interroge sur les archétypes véhiculés dans la peinture de l'époque coloniale, ainsi que sur les représentations de l'esclavagisme et l'érotisation des corps noirs,.
Il est également l’auteur d’un premier ouvrage « Professeur des écoles, droits responsabilités, carrières » (éditions Retz, 2011) et d’un livret pédagogique sur des artistes contemporains africains.